# Раківчик (зупинний пункт)
Ра́ківчик — пасажирський залізничний зупинний пункт Івано-Франківської дирекції залізничних перевезень Львівської залізниці на неелектрифікованій лінії Коломия — Делятин між станціями Коломия (11 км) та Делятин (27 км). Розташований поблизу села Раківчик Коломийського району Івано-Франківської області.

## Пасажирське сполучення
Приміське сполучення здійснюється дизель-поїздами сполученням Коломия — Ділове.